# Николич-Подринска, Вера
Вера Николич-Подринска (хорв. Vera Nikolić-Podrinska; 8 ноября 1886, Загреб — 28 марта 1972, там же) — хорватская художница, писательница и благотворитель.

## Биография
Родилась в семье барона Владимира Николича и баронессы Габриэллы Франциски Марии из династии Скотти. С 1910 по 1914 год изучала живопись в Загребской Академии изящных искусств под руководством Отона Ивековича. В 1917 году она провела свою первую персональную художественную выставку, вырученные деньги с которой Николич отправила людям, пострадавшим от Первой мировой войны. После этого она училась в Вене и в Парижской Академии Жюлиана с 1926 по 1928 год в классе Андре Лота. В 1939 году она построила виллу в городе Нови-Винодолски, где устраивала приёмы для выдающихся деятелей искусства Хорватии. В 1944 году на базе её дома в Загребе, правительство Независимого государства Хорватия создало лагерь для американских пленных лётчиков. Пленным было разрешено играть в тенис и слушать музыку.
После войны часть её собственности была национализирована.
Её кисти принадлежат многочисленные портреты, рисунки обнажённых тел, натюрморты, интерьеры и пейзажи. Рисовать Николич начинала в реалистичном стиле, но последующие её труды были выполнены уже в стиле постимпрессионизма и посткубизма. Помимо картин она также была автором иллюстраций для газет и журналов, а также для своей книги о путешествии из Загреба в Бангкок в 1955 году.